# Wilhelm Heeß
Wilhelm Heeß, auch Wilhelm Heess (* 28. Juli 1892 in Worms; † 20. April 1950 in Schwerin) war ein deutscher Bibliothekar und Bibliograf.

## Leben
Wilhelm Heeß war ein Sohn des Kaufmanns Georg Heeß. Nach Schulbesuch in Worms und Bensheim studierte er ab 1912 Germanistik und Philosophie in Tübingen, Leipzig, Freiburg im Breisgau und Heidelberg. Von 1919 bis 1920 arbeitete er als Hauslehrer. Ab dem Sommersemester 1923 war er an der Universität Rostock immatrikuliert, betrieb Privatstudien und wohnte zu dieser Zeit bei seiner Mutter in Pölchow (bei Rostock). 1925 wurde er an der Universität Rostock mit einer Dissertation zu Wilhelm Raabe zum Dr. phil. promoviert und war dann bis 1927 Volontär an der Universitätsbibliothek Rostock. 1928 unterzog er sich der Prüfung für den höheren Dienst an wissenschaftlichen Bibliotheken und wurde an der Stadtbibliothek Essen tätig. Ab 1930 war er Mitarbeiter an dem von der Verlagsanstalt Hermann Klemm A.-G., Berlin-Grunewald herausgegebenen Jedermanns Lexikon. 
Um 1930 sollte in Schwerin im Auftrage der Historischen Kommission für Mecklenburg eine Geschichtliche Bibliographie von Mecklenburg erarbeitet werden. Zu diesem Zweck wurde Heeß für die Dauer des Auftrags als Mitglied der Kommission kooptiert. Bis etwa 1938 fand unter Koordinierung von Heeß die Ermittlung und Erfassung der Monographien, Zeitschriften und Auszüge aus Werken statt. Ihm wurden die Bearbeitung des gesamten Manuskripts, die systematische Ordnung, die Verweisungen und Register übertragen. „Die Akten, insbesondere seine kritischen Memoranden, zeigen ihn als einen eigenwilligen, aber beharrlichen und von seinem Auftrag besessenen Mann, der unter heute unvorstellbar entsagungsvollen Bedingungen arbeiten musste.“ Trotz des Krieges konnten dank des großen Einsatzes von Heeß Herausgabe und Druck noch 1944 realisiert werden.
Von 1942 bis 1944 war er wissenschaftlicher Hilfsarbeiter an der Preußischen Staatsbibliothek zu Berlin. 1945 wurde er zum Direktor der Mecklenburgischen Landesbibliothek in Schwerin berufen. Diese Funktion hatte er bis 1949 inne. Heeß verstarb 1950, seine Grabstätte befindet sich auf dem Alten Friedhof in Schwerin.

## Werke (Auswahl)
- Geschichtliche Bibliographie von Mecklenburg. 3 Teile, Hinstorff, Rostock 1944,
  - 1. Teil, urn:nbn:de:gbv:28-rosdok_ppn190597986X-6
  - 2. Teil, urn:nbn:de:gbv:28-rosdok_ppn190598376X-5
  - 3. Teil: Register und Nachträge. urn:nbn:de:gbv:28-rosdok_ppn1905984650-7.
  - Nachträge, Ergänzungen, Berichtigungen. gesammelt von Gerhard Baarck und Grete Grewolls. Bearb. von Grete Grewolls, Böhlau, Köln [u. a.] 1992.
- Beiträge zur Geschichte der Stadt Rostock. Register Band 1–20 mit einer Zeittafel. Hinstorff, Rostock 1936, ZDB-ID 531354-5.
- Mecklenburgische Bibliographie. In: Zentralblatt für Bibliothekswesen. Band 53 (1936), S. 576–579.
- Raabe. Seine Zeit und seine Berufung. Verlagsanstalt H. Klemm, Berlin 1926
- Wilhelm Raabes politische und kulturelle Anschauungen. Dissertation, Rostock 1925